# Іванов Михайло Олександрович (музикант)
}
Іванов Михайло Олександрович (1882—1957) — радянський гобоїст, педагог. Заслужений діяч мистецтв РРФСР (1946).

## З життєпису
У 1900 році закінчив музичне училище Російського музичного товариства в Харкові. Займався у Г. А. Гека.
З 1903 року став грати в оркестрі музичних театрів Харкова. Потім в Тбілісі, Санкт-Петербурзі, Одесі.
У період з 1905 по 1907 роки був солістом оперного театру Церетелі в Харкові, а з 1907 по 1911 роки — Оперного театру С. І. Зіміна. З 1911 по 1917 роки виступав разом з симфонічним оркестром С. А. Кусевицького в Москві. У 1917—1955 роках був солістом оркестру Большого театру.
Одночасно з 1939 року викладав в Московській консерваторії. У 1943 році став професором.